# Fee Malten

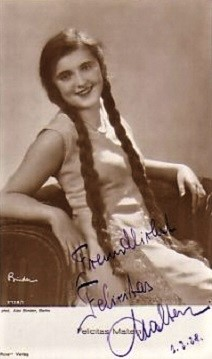
Fee Malten, 1928

Fee Malten (* 2. Dezember 1911 als Felicitas Emilie Mansch in Berlin; † 31. Dezember 2005 in Los Angeles, Kalifornien) war eine deutsche Schauspielerin.

## Leben
Durch ihren Onkel, einen Schauspieler, kam sie mit neun Jahren zum Film. In Christi Geburt (1920) durfte sie einen kleinen Tanzauftritt einlegen. Die nächsten Jahre konzentrierte sie sich auf ihre Ballett- und Klavierausbildung.
In den 1920er und 1930er Jahren drehte sie einige Filme und erhielt mehrere Hauptrollen als unkompliziertes, fröhliches Mädchen. Im Alter von gerade mal 20 Jahren war ihre Karriere im deutschsprachigen Film bereits beendet. Die Nazis belegten sie mit einem Auftrittsverbot, da sie seit 1929 mit dem jüdischen Kaufmann Hans Wall (1892–1967) verheiratet war. Im Jahr 1937 ging sie auf Einladung von Paul Kohner mit ihren zwei Kindern nach Hollywood. Über Nebenrollen (u. a. in Hitler – Dead or Alive) kam sie jedoch nicht hinaus.
Fee Malten starb knapp einen Monat nach ihrem 94. Geburtstag in Los Angeles.

## Filmografie (Auswahl)
- 1920: Christi Geburt
- 1927: Die Frau im Schrank
- 1928: Rutschbahn
- 1929: Tagebuch einer Kokotte
- 1930: Ein Tango für Dich
- 1931: Die schwebende Jungfrau
- 1931: D-Zug 13 hat Verspätung
- 1932: Revierkrank
- 1942: Hitler – Dead or Alive
- 1944: Das siebte Kreuz (The Seventh Cross)
- 1948: Triumphbogen (Arch of Triumph)
- 1953: Die Thronfolgerin (Young Bess)